# حزب ویگ (آمریکا)
حزب ویگ (به انگلیسی: Whig Party) یک حزب سیاسی فعال در اوایل قرن نوزدهم در ایالات متحده بود. چهار رئیس‌جمهور ایالات متحده آمریکا عضو حزب ویگ بودند. این حزب در مخالفت با سیاست‌های رئیس‌جمهور امریکا، اندرو جکسون، و حزب دموکرات امریکا تأسیس شد. به‌طور مشخص ویگ‌ها از برتری کنگره بر رئیس‌جمهور، حمایت کرده و علاقه‌مند به برنامه مدرن‌سازی و حفاظت‌گرایی اقتصادی بودند. این نام بازتابی از ویگ‌های امریکایی ۱۷۷۶ بود که برای استقلال جنگیدند و ویگ، به‌طور گسترده، برچسبی برای اطلاق به مردمی که با استبداد مخالفت می‌کردند، بود.